# Husainiderna
Husainiderna var en sunnimuslimsk turkisk dynasti som regerade Bejliket Tunis (Tunisien), mellan 1705 och 1957. 
De efterträdde Muradiderna som Osmanska rikets vasaller i Tunisien. De avsattes i praktiken av Frankrike på 1800-talet, men fick behålla en ceremoniell plats och titel till 1957. 